# Gouvernement d'affaires courantes en Belgique
Pour un article plus général, voir Affaires courantes.
 (novembre 2019).
Un gouvernement d’affaires courantes est, dans le système politique belge, un gouvernement qui exerce le pouvoir, de façon réduite, avec des compétences limitées. Ce cas peut se produire dans plusieurs situations : lorsque le gouvernement a perdu la confiance de la chambre des représentants, lorsque les chambres du Parlement fédéral belge sont dissoutes, lorsque le gouvernement est démissionnaire ou dans l’attente d’un nouveau gouvernement après des élections. Ce variant de gouvernement est donc souvent un type de gouvernement intérimaire.

## Un gouvernement démissionnaire en affaires courantes

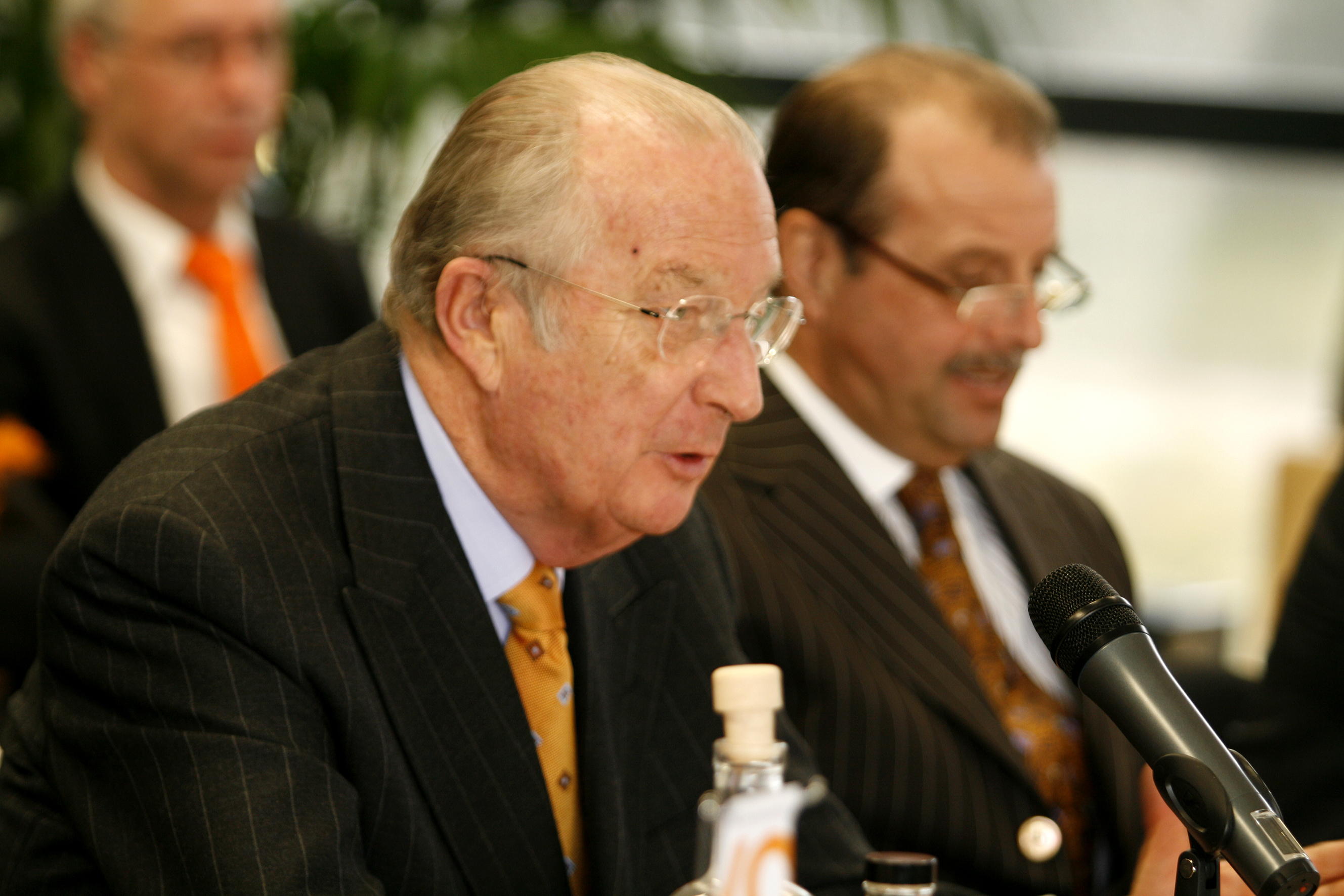
Le roi des Belges (ici Albert II) charge le gouvernement démissionnaire de traiter les affaires courantes

Un chef de gouvernement peut présenter sa démission au roi en raison d’une crise politique ou à la suite d’élections. Lorsque le roi, par un communiqué, accepte officieusement la démission du gouvernement, il le charge en même temps d’expédier les affaires courantes,. Ce gouvernement démissionnaire continue donc de gérer les affaires courantes en attendant un nouveau gouvernement qui lui, sera dit de plein exercice, ou de plein pouvoir,.
Le fait qu’un gouvernement démissionnaire puisse exercer une partie du pouvoir s’explique par le caractère juridiquement officieux de cette démission. D’après le juriste Christian Behrendt, le droit constitutionnel belge distingue la démission officieuse du Premier ministre, annoncée par un communiqué du Palais royal, de la démission officielle, signifiée par un arrêté royal publié au Moniteur belge. Seule la seconde a une valeur juridique et met véritablement fin aux fonctions du gouvernement.

## La notion d'affaires courantes
Les affaires courantes désignent les décisions quotidiennes du gouvernement qui sont nécessaires au fonctionnement ininterrompu du service public,,,. Il s’agit, en attendant la fin des négociations pour la formation d’une nouvelle équipe gouvernementale, d’éviter une vacance totale du pouvoir exécutif.
Le contenu exact de ces affaires courantes n’a fait l’objet d’aucun texte de droit,. L’action du gouvernement d’affaires courantes est donc, de fait, surtout délimitée par l’expérience politique traditionnelle de ce genre d’exercice et par le droit coutumier.
Pour le professeur de droit Francis Delpérée, les affaires courantes sont de trois types : les affaires banales, usuelles, permettant à l’État de fonctionner ; les affaires en cours, déjà bien entamées lorsque le gouvernement était de plein exercice et qui doivent être finalisées ; les affaires urgentes, qui doivent impérativement être traitées pour éviter de faire courir « à l’État et aux citoyens, à la vie économique et sociale du pays de très graves dangers ».
Le gouvernement d’affaires courantes ne peut normalement pas prendre d’initiatives politiques importantes a fortiori sur les dossiers qui ont pu provoquer des difficultés avant sa démission. Sont notamment exclues les décisions qui pourraient ensuite engager durablement la ligne politique du futur gouvernement,,. Ainsi, d’après les constitutionnalistes Francis Delpérée et Christian Behrendt, si un gouvernement en affaires courantes peut préparer un budget annuel, celui-ci ne devrait être déposé pour adoption au Parlement que par un gouvernement de plein pouvoir,. Une des raisons de cette limitation du pouvoir exécutif à la gestion des affaires courantes est qu’un gouvernement déjà démissionnaire n’encourt pas de sanctions de la part de la chambre des représentants. Pour Christian Behrendt, « Un gouvernement qui a donné sa démission ne peut plus être renversé, cela va sans dire. » Selon lui, accorder à un tel gouvernement des pouvoirs importants représenterait donc un danger pour le parlementarisme.
Parallèlement, le Parlement est lui aussi limité dans son action tant qu’un nouveau gouvernement n’a pas été formé,.
Un caractère d’urgence peut cependant justifier le dépôt de projet à la chambre des représentants par un gouvernement en affaires courantes,,. Le facteur temporel peut en effet modifier l’interprétation des compétences légitimes du gouvernement d’affaires courantes. Pour Francis Delpérée, « Il ne faut pas penser qu’il y aurait des actes qui en eux-mêmes seraient ou non d’affaires courantes. Il y a au contraire une appréciation à faire dans chaque cas afin de savoir s’il y a lieu ou non de prendre des mesures ».

## Dans l'histoire politique belge

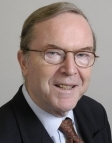
Wilfried Martens, ancien premier ministre.

Dans l’histoire politique belge, il est arrivé à plusieurs reprises, qu’en raison de difficultés pour former une nouvelle coalition gouvernementale, le gouvernement d’affaires courantes reste de nombreux mois au pouvoir. Ces gouvernements, en théorie sans grandes compétences, furent dès lors parfois amenés à prendre des décisions d’importance. Les traités européens de Masstricht (1992) et de Lisbonne (2007) furent ainsi signés, pour la Belgique, par des membres de gouvernements d’affaires courantes. Et une équipe gouvernementale démissionnaire assuma en 2010 la présidence du Conseil de l'Union européenne. 
- En 1978-1979, le gouvernement Martens I prête serment au bout de 106 jours de discussion. Le gouvernement démissionnaire en affaires courantes pendant ces négociations était le gouvernement Vanden Boeynants II[13].

- Après les élections de 1987, c’est le gouvernement Martens VII qui gère les affaires courantes. Le gouvernement Martens VIII est finalement formé au terme de 148 jours de négociations[14],[13].

- Le 24 novembre 1991, au lendemain des élections fédérales, le gouvernement Martens IX passe en affaires courantes jusqu’à ce qu’un nouveau gouvernement soit formé. Le 7 mars 1992, au bout d’une période de 103 jours, le gouvernement Dehaene I prête serment[13],[15]. Cette période d’affaires courantes est pourtant marquée par des décisions importantes. Ainsi, le gouvernement Martens IX participa activement, les 9 et 10 décembre 1991, au Conseil européen où le traité de Maastricht fut finalisé. Le même gouvernement signa, avec Mark Eyskens, ministre des Affaires étrangères, et Philippe Maystadt, ministre des Finances, ce traité le 7 février 1992[15].

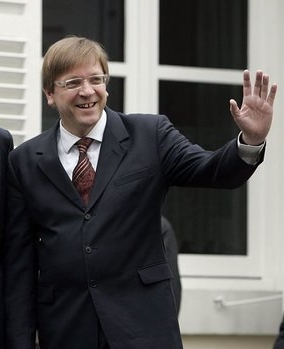
Guy Verhofstadt, premier ministre de 1999 à 2008.

- En 2007, en raison de la durée des négociations pour un accord institutionnel entre les partis vainqueurs des élections du 10 juin, le gouvernement Verhofstadt II reste en affaires courantes pendant sept mois[13],[14]. Durant cette période, ce gouvernement Verhofstadt signe le traité de Lisbonne ensuite ratifié par le parlement[16]. De plus, ses membres représentent la Belgique aux délibérations du Conseil de l’Union européenne et du Conseil de sécurité des Nations unies[15]. En décembre 2007, la nécessité de prendre des mesures économiques urgentes pour le pays entraîne les différents partis à faire un compromis provisoire. Un gouvernement de plein exercice, Verhofstadt III, prête serment le 21 décembre 2007, 194 jours après les élections. Guy Verhofstadt s’engage toutefois à se retirer trois mois plus tard, lorsque les négociations de fond entre les partis vainqueurs des élections seront terminées. Ce sera alors le gouvernement Leterme I qui le remplacera[14].

- Pendant la Crise politique belge de 2010-2011, c’est le gouvernement Leterme II qui veille pendant 541 jours à la gestion des affaires courantes[13],[14],[17],[18]. Yves Leterme et ses ministres, qui ont démissionné fin avril 2010, assurent toutefois, de juillet à décembre 2010, la Présidence du Conseil de l’Union européenne[4]. Ce gouvernement est aussi chargé d’établir le budget 2011 de l’État et décide, avec l’aval du Parlement fédéral belge, de la participation de la Belgique à la coalition internationale qui intervient militairement dans la révolte libyenne de 2011[19],[20]. Il soumet à la commission européenne son programme de stabilité et développe une proposition de médiation sur l’Accord Interprofessionnel[21].
- Après la rupture de la coalition suédoise en décembre 2018, le gouvernement Michel II assume la direction du pays en affaires courantes pendant 312 jours. Quand Charles Michel est désigné président du Conseil européen, il cède le pouvoir à Sophie Wilmès, qui constitue donc directement un gouvernement d'affaires courantes en octobre 2019. Le gouvernement Wilmès I est remplacé au bout de 356 jours par le gouvernement Wilmès II, disposant des pleins pouvoirs pour la gestion de la pandémie de Covid-19 en Belgique mais qui reste en affaires courantes pour le reste. Le 1er octobre 2020, un gouvernement de plein exercice est finalement installé.

## Débats autour de cette notion en 2011

### Le budget 2011 confié au gouvernement Leterme

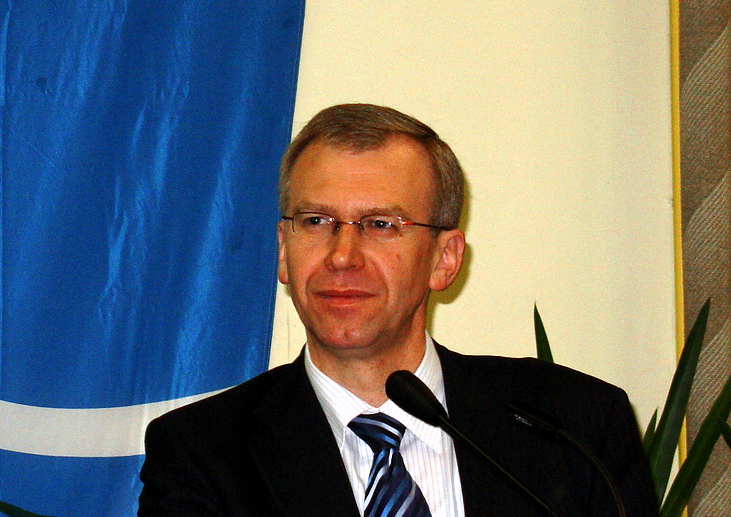
Yves Leterme, chef du gouvernement d’affaires courantes en 2010-2011.

En 2010-2011, la longueur inédite de la crise politique, et la nécessité de prendre des décisions urgentes pour l’avenir du pays, créent des tensions sur la définition même des affaires courantes. Le gouvernement d’Yves Leterme assure pendant six mois la Présidence du Conseil de l’Union européenne de juillet à décembre 2010. C’est la première fois qu’une mission de cette importance est assumée par un gouvernement en affaires courantes. De plus, en février 2011, le roi Albert II demande à Yves Leterme de déposer le budget 2011 au parlement en vue de son adoption,. Le roi demande également au gouvernement d’affaires courantes que des dispositions soient prises « en matière de politique budgétaire et de réformes structurelles pour les prochaines années » ainsi que « toutes les mesures nécessaires sur le plan économique, social et financier pour préserver le bien-être des citoyens. ».
Yves Leterme accueille favorablement cette demande, en raison de la conjoncture économique. Il estime que dans les années 1970-1980, alors qu’il y avait aussi une crise institutionnelle et des difficultés économiques, les gouvernements ont trop laissé s’accroître le déficit de l’État. « La dette que nous connaissons actuellement est toujours la conséquence de cette situation ». Il présentera donc un budget à la chambre des représentants, celle-ci restant libre de l’approuver ou non. Pour Yves Leterme, il est aussi essentiel qu’un gouvernement de plein exercice soit rapidement mis en place, les pouvoirs du gouvernement actuel étant trop réduits : « Nous ne pouvons pas agir dans tous les domaines. Nous ne faisons rien en matière de pensions ou de justice, par exemple ».

### Réactions de constitutionnalistes belges
Certains constitutionnalistes comme Christian Behrendt, n’approuvent pas ce communiqué du palais royal, estimant que ces responsabilités inédites pour un tel gouvernement représentent un précédent dangereux pour l’exercice de la démocratie. Pour Christian Behrendt, la présentation du budget à la chambre des représentants ne peut revenir à un gouvernement d’affaires courantes : « C’est là un des piliers de notre droit constitutionnel. J’ai toujours enseigné que ce n’était pas permis. Le problème majeur est que l’une des prérogatives fondamentales d’un gouvernement de plein pouvoir, c’est précisément de faire un budget ! Si maintenant on admet qu’un gouvernement en affaires courantes peut en faire un, où est la distinction ? ». Pour lui, il faut aussi éviter de donner trop de responsabilités à un gouvernement démissionnaire car ses décisions ne sont pas soumises au même contrôle de la part de la chambre des représentants que celles d’un gouvernement de plein exercice.
Hugues Dumont, constitutionnaliste à l'université Saint-Louis - Bruxelles, estime pour sa part que le projet de loi budgétaire pour 2011 peut être justifié par la notion d’urgence : « Traditionnellement, un gouvernement en affaires courantes peut déposer un projet à la Chambre pour autant que la conférence des présidents en reconnaisse le caractère urgent. De même, le Roi peut sanctionner et promulguer un texte de loi couvert par cette urgence. ».
Francis Delpérée, constitutionnaliste et sénateur, rappelle aussi que « les affaires courantes comportent les affaires urgentes, les affaires qu’on ne peut pas laisser courir sinon on expose le pays à un très grave danger ». Il estime que le roi, en mentionnant dans le communiqué du 2 février la durée de la crise et les exigences de l’Union européenne en matière budgétaire a bien souligné ce caractère d’urgence justifiant la mission qu’il demandait au gouvernement d’affaires courantes. Francis Delpérée considère que la Belgique a déjà un an de retard par rapport aux demandes budgétaires de l’Union européenne.
Christian Behrend et Hugues Dumont se rejoignent sur un point : il vaudrait mieux que ce budget soit assumé par un gouvernement transitoire mais de plein exercice. Cette solution avait été choisie en décembre 2007, quand Guy Verhofstadt, premier ministre d’un gouvernement d’affaires courantes, avait retrouvé les pleins pouvoirs pendant trois mois, le temps que les négociations pour un nouveau gouvernement soient terminées. D’après Christian Behrendt, si le roi a accepté officieusement la démission du gouvernement d’Yves Leterme en le 26 avril 2010, il peut encore la refuser officiellement par un arrêté royal, sur base de l’article 96, alinéa Ier de la Constitution. Cela aurait pour effet de redonner les pleins pouvoirs à ce gouvernement. « Cela s’est vu en 2007. Albert II avait accepté la démission officieuse de Guy Verhofstadt au lendemain des élections du 10 juin mais l’avait refusée le 21 décembre suivant. Et pour cause, puisqu’il l’avait remis en selle à la tête du gouvernement provisoire. ». Un gouvernement transitoire de plein exercice était aussi, en octobre 2010, la solution préconisée par Francis Delpérée. Pour lui, c’est la solution « la plus propre, la plus simple, la plus conforme je crois au droit constitutionnel ».

### Tensions entre hommes politiques

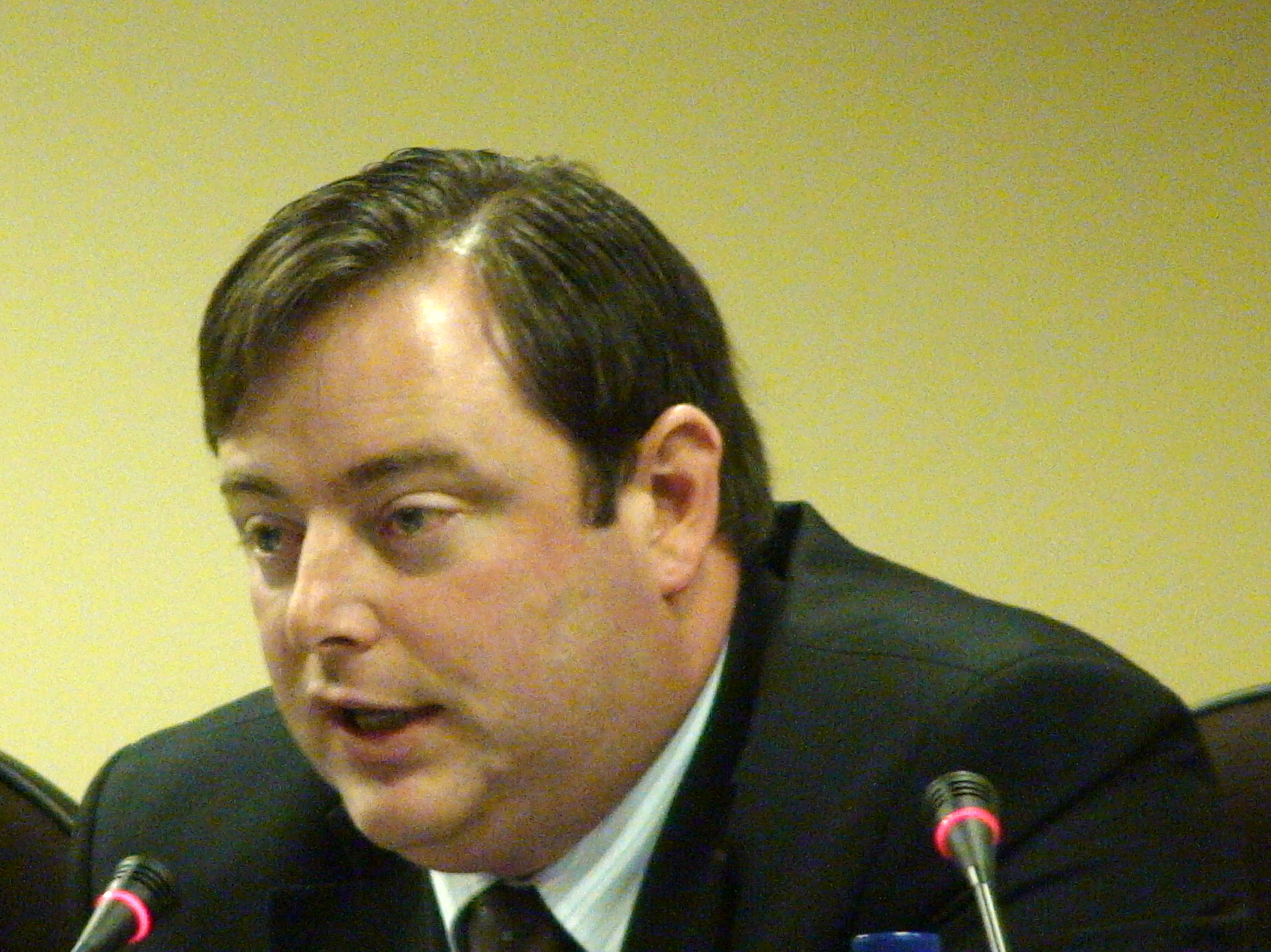
Bart De Wever conteste le fonctionnement du gouvernement d’affaires courantes en 2011.

L’élargissement des compétences attribuées au gouvernement en affaire courante provoque aussi des réactions dans la classe politique. Le 5 mars 2011, le député Jan Jambon (N-VA) déclare que le gouvernement Leterme n’a pas le droit d’introduire un budget pour plusieurs années auprès des institutions européennes et qu’il faudra pour cela un gouvernement de plein exercice. Le 18 mars 2011, Bart de Wever, vainqueur des élections de juin 2010, et engagé depuis lors dans des négociations pour un nouveau gouvernement, déplore que son parti, la Nieuw-Vlaamse Alliantie ne puisse contribuer à l’élaboration du nouveau budget : « Nous sommes coincés dans ces affaires courantes qui sont devenues de plein exercice. Cette situation n’est pas tenable pour nous. On ne peut pas tout faire en affaires courantes ». Ce à quoi le premier ministre Yves Leterme rétorque le 24 mars : « Le problème, ce ne sont pas les affaires courantes. Le problème c’est que Bart De Wever a jusqu’à présent échoué ». Selon lui, l’extension et le prolongement des affaires courantes est la simple conséquence de l’incapacité de Bart de Wever à former rapidement un gouvernement. En attendant celui-ci, Yves Leterme considère qu’il doit bien, en tant que chef de gouvernement, veiller à l’intérêt général. Six ministres et secrétaires d’État CD&V du gouvernement d’affaire courante appuient cette position : « À ceux qui critiquent le gouvernement en affaires courantes, nous répondons clairement et simplement : composez un nouveau. En ce qui nous concerne, le plus vite sera le mieux. Les clés de nos cabinets sont disponibles ». Le 11 avril, Yves Leterme tient à rassurer Olli Rehn, Commissaire européen aux Affaires économiques et monétaires sur le fait que son gouvernement déposerait les dernières semaines d’avril un programme national de réforme et un programme de stabilité. Il lui rappelle aussi que le gouvernement en affaires courantes pouvait prendre « toutes les décisions requises dans l’intérêt du pays et dans le respect des accords européens ». Ces réalisations irritent la N-VA, non présente au gouvernement mais qui, en tant que premier parti du parlement souhaitait être davantage consultée.

### Un gouvernement à deux vitesses
En mars-avril 2011, le premier ministre Yves Leterme estime que la gestion des affaires courantes « se passe plutôt bien », même si plusieurs de ses ministres ne disposent que d’une marge de manœuvre restreinte. Il s’estime surtout satisfait d’avoir « gardé le cap au niveau budgétaire, socio-économique et financier »,. Il reconnaît cependant que cette situation « n’est pas vraiment démocratique, car ce gouvernement n’est pas le reflet des élections ». C’est aussi l’avis de Pascal Delwit, professeur de Science politique à l’Université libre de Bruxelles, qui déplore que le gouvernement soit toujours celui issu des élections de 2007 alors que depuis le scrutin de juin 2010, les résultats ont changé. La Nieuw-Vlaamse Alliantie, premier parti de Flandre en 2010, ne fait pas partie de ce gouvernement. Le Parti socialiste francophone, qui a regagné de nombreux suffrages reste peu représenté. Et le CD&V, pourtant perdant des élections de 2010, dispose toujours de nombreux postes ministériels. 
La discordance entre la composition du parlement, issue des élections de 2010, et celle du gouvernement, fondée sur les résultats de 2007, modifie aussi les habitudes. Selon les décisions à prendre, des majorités de circonstances se forment au Parlement sur tel ou tel texte législatif. Devant ce rôle accru des parlementaires, André Flahaut, président de la Chambre, constate qu’« En affaires courantes, il arrive que la démocratie s’exprime parfois plus largement. ». Pour Pascal Delwit, cela signifie qu’« en affaires courantes, le contrôle du gouvernement se conçoit de manière un peu différente (…) Dès lors, majorité et opposition deviennent des concepts vides de sens. ». Le fait qu’un gouvernement déjà démissionnaire est moins soumis aux pressions du parlement pose cependant des difficultés. Entre septembre 2010 et avril 2011, les membres du gouvernement n’ont pas répondu à la moitié des questions écrites posées par les parlementaires. 
La marge de manœuvre réelle du gouvernement pose un dilemme. D’un côté, des juristes regrettent que le concept d’affaires courantes soit compris dans un sens de plus en plus large en termes de compétences et que le gouvernement prenne trop de décisions importantes. Mais d’un autre côté, ses compétences restent encore très limitées car de nombreux dossiers ne sont pas assez suivis, comme les nominations de fonctionnaires, la réforme du régime des pensions ou des décisions sur le développement durable. Yves Leterme juge ainsi, en mars et avril 2011, que des décisions dans des domaines comme la justice, la lutte contre la criminalité, les migrations, les pensions, l’énergie, les entreprises publiques et l’appareil administratif de l’État sont laissées depuis trop longtemps en suspens,. Depuis mai 2010, 133 personnes ont quitté les cabinets ministériels. Dans une situation d’affaires courantes, elles ne peuvent être remplacées sans l’accord du premier ministre. En avril 2011, ce dernier autorise, à titre exceptionnel, 13 ministres à réengager des fonctionnaires.